# Langue géographique
Pour les articles homonymes, voir Langue (homonymie).
 Mise en garde médicale
La langue géographique (ou pour le monde médical : glossite exfoliatrice marginée ou glossite migratoire bénigne) se caractérise par des lésions de la surface de la langue présentant plus ou moins un aspect de carte de géographie, avec des aires dépapillées roses entourées d'une bordure blanchâtre légèrement surélevée. 
C'est une maladie auto-immune encore très mal comprise, rare à peu fréquente, pouvant être d'origine génétique, habituellement bénigne mais pouvant se compliquer par des fissurations.

## Classification et autres dénominations
La langue géographique pourrait être considérée comme un type de glossite car elle touche habituellement la partie supérieure de la langue et ses côtés. 
Cependant, il arrive (très rarement) qu'elle s'étende à la face inférieure de la langue voire à d'autres muqueuses de la bouche (intérieur des joues ou des lèvres, palais mou ou plancher de la bouche). Dans ces derniers cas on parle alors plutôt de stomatite à érythème migrant,  de langue ectopique géographique, de migrans areata, de stomatite géographique ou de stomatite migratrice plutôt que de langue géographique.
Jusqu'au milieu du XXe siècle au moins, les anglophones parlaient parfois d'« érythème migrant de la langue (erythema migrans lingualis »), terme à éviter (au profit de « migratory glossitis » par exemple) car invitant à une confusion avec l'érythème migrant qui est l'un des symptômes possibles de la maladie de Lyme.
Si la localisation des muqueuse touchées et la prévalence de ces pathologies dans la population générale varient, les symptômes, le traitement, et l'apparence histopathologique sont les mêmes pour toutes les formes décrites ci-dessus.

## Symptômes, diagnostic
Les papilles tendent à disparaître progressivement pouvant conduire à une agueusie, souvent à partir d'une ou plusieurs tache(s) blanchâtre(s), puis la langue s'exfolie en laissant apparaître des zones roses et lisses habituellement bien délimitées. Ceci donne un aspect de carte géographique au motif qui apparaît sur la langue. 
Une caractéristique est que les lésions changent de forme, de taille et migrent vers d'autres zones (parfois en quelques heures), avec des périodes de rémissions et rechutes.
Ce phénomène est parfois accompagnée de crevasses de la langue
Ce syndrome est parfois associé à des dysesthésies orofaciale et à des troubles psychiatriques

### Diagnostic différentiel
Cette maladie ne doit pas être confondue avec :
- le « lichen plan buccal » (ou OLP pour « oral lichen planus ») ;
- certaines formes de cancer de la langue ;
- certaines mycoses de la bouche (ex candidose).

## Conséquences
La langue géographique est moins dangereuse qu'impressionnante. 
L'érosion des papilles filiformes implique théoriquement une sensibilité accrue à certains aliments, mais si certaines personnes éprouvent de la douleur, d'autres n'en ressentent pas ou à peine. Cette douleur est plus ou moins permanente, souvent aggravée au contact d'épices ou condiments forts (poivre, piment, vinaigre...) ou de certains aliments chauds et/ou acides (ananas, orange, kiwi...), ou tanniques (noix...) ou de certains fromages (gruyère..). Ce type de douleur peut aussi être dû à une mycose (candidose buccale).
Le phénomène de langue géographique peut s'étendre à toute la muqueuse de la bouche pour certaines personnes atteintes de psoriasis, avec parfois des aphtes multiples[réf. nécessaire]. Dans ce cas la douleur est plus vive et s'accompagne d'une impression de soif permanente due au dessèchement des muqueuses[réf. nécessaire].

## Causes, origines
Cette maladie est connue depuis longtemps. Mais ses causes exactes (éventuellement multiples) ne sont pas encore identifiées. 
- Au moins une partie de ces glossites a une origine génétique ou en partie génétique (prédisposition).

- Il semble parfois s'agir d'une « manifestation buccale d'un psoriasis »[12],[13]. En effet les personnes psoriasitiques ont plus de risques d'aussi développer une langue géographique.

- Des causes environnementales sont possibles, car des patients dits atopiques (c'est-à-dire génétiquement prédisposés) ou des patients non atopiques pourraient également développer cette glossite en réponse à certains facteurs environnementaux. 
Les facteurs déclenchants seraient par exemple des allergènes, certains aliments et/ou le stress. 
102 patients souffrant d'asthme atopique (familial) et/ou d'une rhinite extrinsèque (sans origine génétique) ont été comparés à une population témoin du point de vue du risque de présenter une langue géographique. Dans ce panel, la prévalence de la langue géographique était significativement plus élevée chez ces 102 patients que par rapport aux sujets témoins asymptomatique. Cependant, il n'y avait pas de différence de fréquence de la langue géographique entre les patients atopiques et à la fois asthmatiques et victime de rhinite extrinsèque, et un groupe d'autres patients souffrant d'asthme et de rhinite non atopiques.

Ceci suggère que la « langue géographique » est un trouble commun à ces patients, et qu'ils tendent à développer une maladie inflammatoire aiguë récurrente sur les surfaces (peau, muqueuse) en contact avec l'environnement extérieur, que ces patients soient ou non atopiques.
- Aucun facteurs infectieux ou nerveux systématique n'a pu à ce jour être mis en évidence, et le tabagisme ne semble pas être impliqué[15].

- Des facteurs hormonaux pourraient exister[16] (ex : une patiente présentait une langue géographique dont la gravité semblait varier de manière corrélée à l'utilisation de contraceptifs oraux)[17].

- Un « usage parafonctionnel » de la langue (se mordre volontairement la langue, la frotter anormalement sur les dents, des objets etc.) est souvent associé à la langue géographique[7] (des habitudes parafonctionnelles connexes à la langue peuvent aussi induire des échancrure sur les côtés de la langue (« langue crénelé » par exemple détectée chez 0,68 % des enfants hongrois suivis lors d'une étude sur la prévalence des lésions de la langue[18])..

## Évolutions
Cette pathologie est caractérisée par des phases d'exacerbation et de rémissions.
| Phase d'exacerbation sous 6 jours | Phase d'exacerbation sous 6 jours | Phase d'exacerbation sous 6 jours | Phase d'exacerbation sous 6 jours | Phase d'exacerbation sous 6 jours | Phase d'exacerbation sous 6 jours |
| Jour 1                            | Jour 2                            | Jour 3                            | Jour 4                            | Jour 5                            | Jour 6                            |
| --------------------------------- | --------------------------------- | --------------------------------- | --------------------------------- | --------------------------------- | --------------------------------- |
|                                   |                                   |                                   |                                   |                                   |                                   |

## Prévalence
La prévalence de cette affection est encore mal connue, mais semble varier selon les régions du monde. 
Chez 3611 écoliers du Minnesota 1,41 % des enfants étaient touchés sans différence apparente de risque selon l'âge ou le sexe, mais une hypothèse est que le nombre de cas pourrait être plus élevé chez les très jeunes (2-3 ans). La même enquête a trouvé des fissures de la langue chez 1,08 % de ces 3611 enfants (prévalence plus faible que dans d'autres enquêtes), également sans différences nette selon l'âge et le sexe. Trois des enfants avaient à la fois la langue fissurée et une langue géographique. Cette pathologie de la langue est bien plus commune que les glossites médiane en losange et la langue velue (respectivement 0,14 et 0,06 % des enfants).
En Hongrie 35,11 % de tous les enfants examinés par une étude présentaient des lésions de la langue (avec atrophie papillaire centrale dans 0,78 % des cas, et ankyloglossia partielle dans 0,88 % des cas). Les fissures étaient les lésions les plus courantes (29,2 % des cas de lésions, plus fréquentes chez les garçons et chez les enfants plus âgés). La langue géographique touchait 5,7 % des enfants, des garçons plus souvent, avec un risque plus élevé de langue fissurée (44,82 % des cas de langue géographique présentaient aussi des fissures). Les auteurs n'ont pas relevé de corrélation évidente avec les maladies systémiques, mais estiment que la langue géographique semble parfois coïncider avec un antécédent de diathèse allergique .
Selon les pays, 15 % à 50 % des cas de langue géographique présenteraient aussi une langue fissurée ou scrotale,.

## Traitement
Il n'existe que des traitements symptomatiques, qui visent à améliorer certains symptômes gênants.

## Illustrations

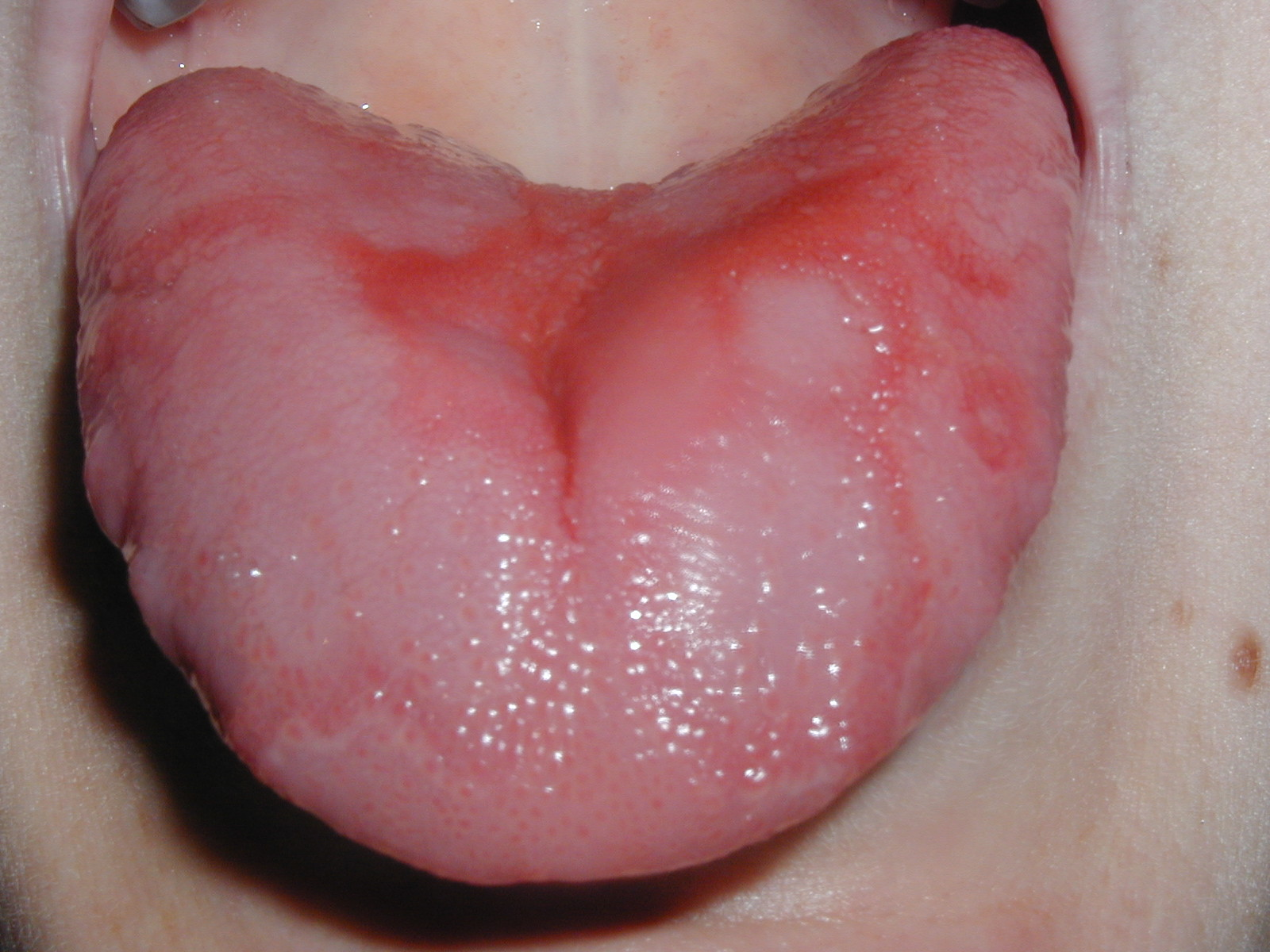
Exemple 1
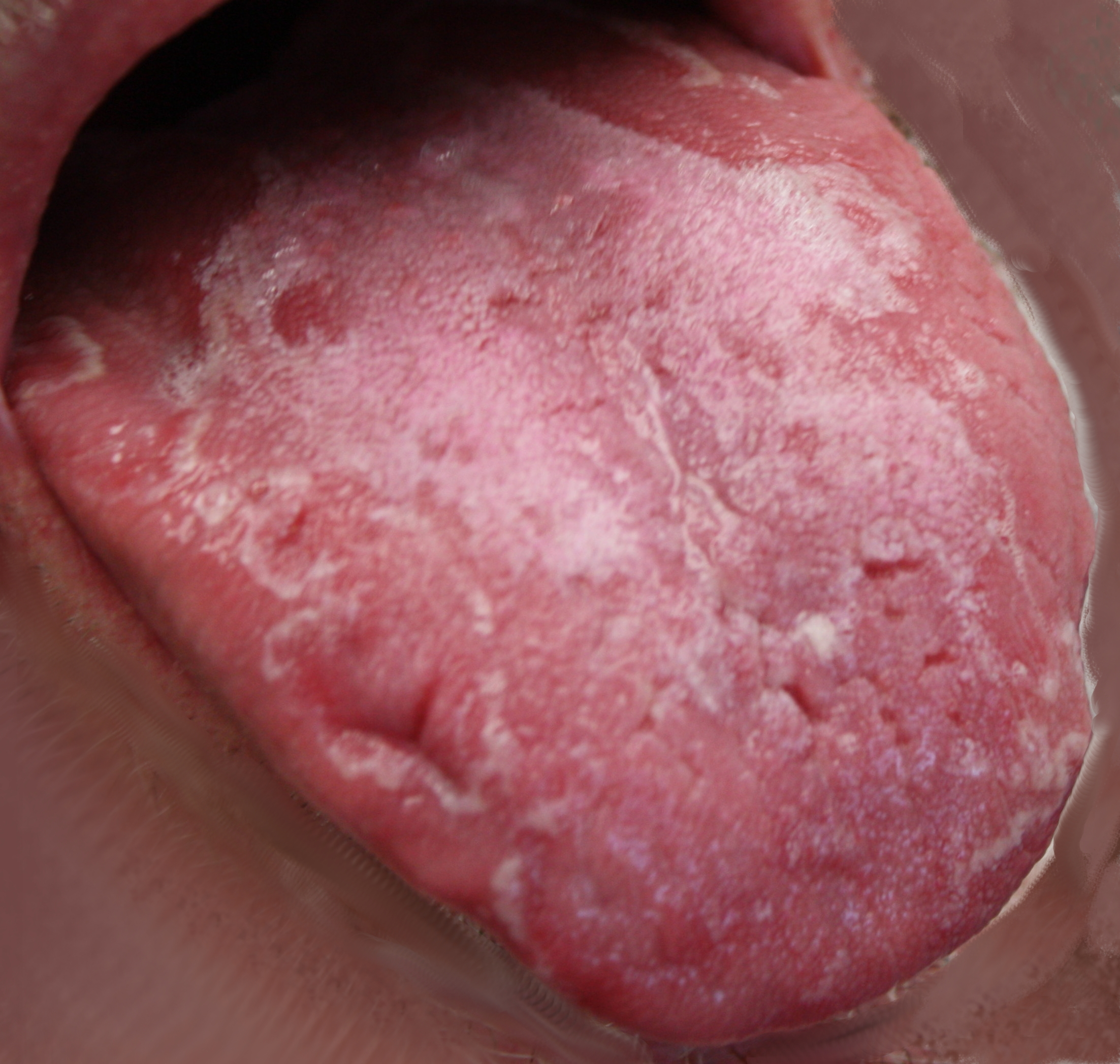
Exemple 2
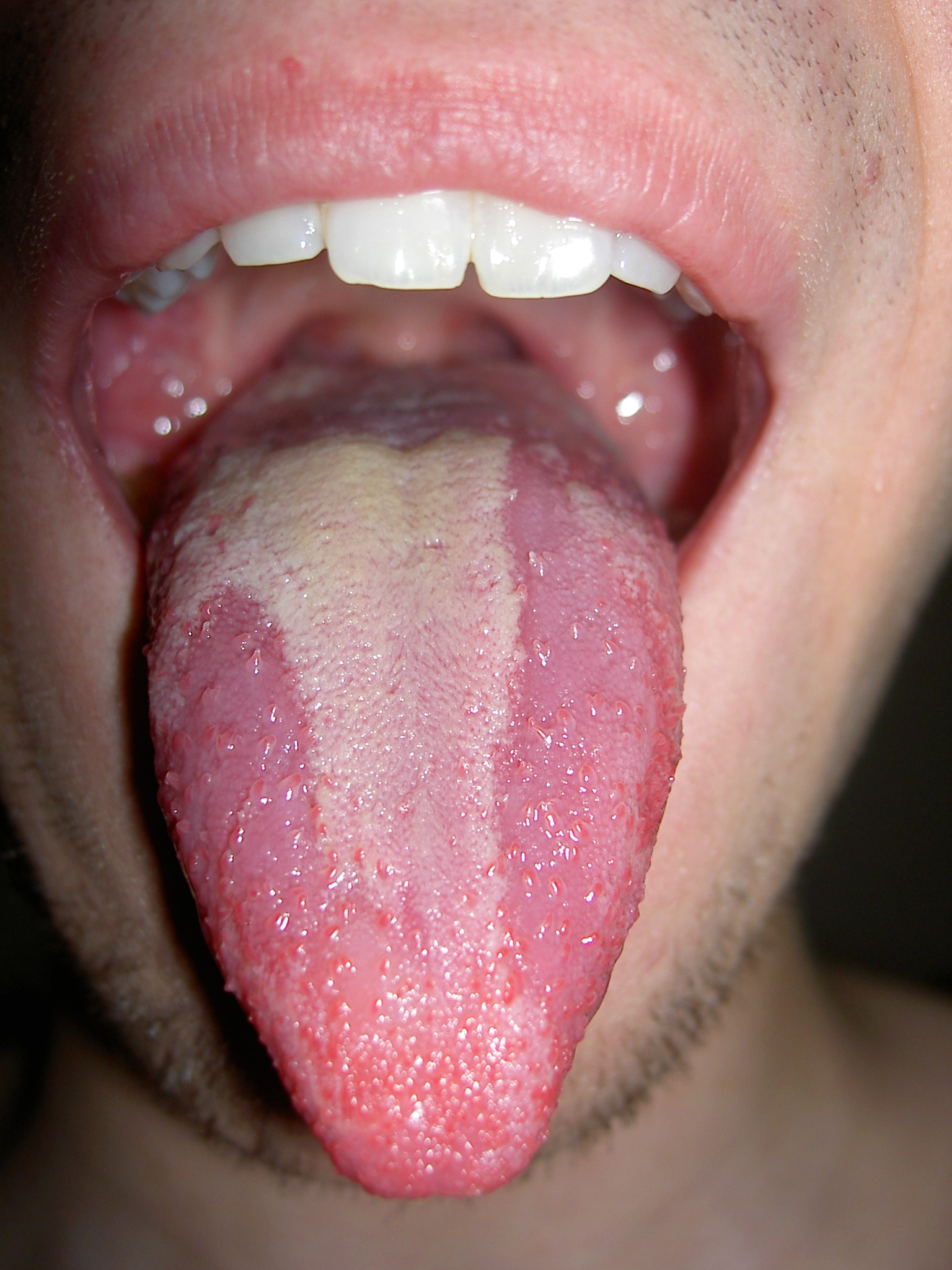
Exemple 3
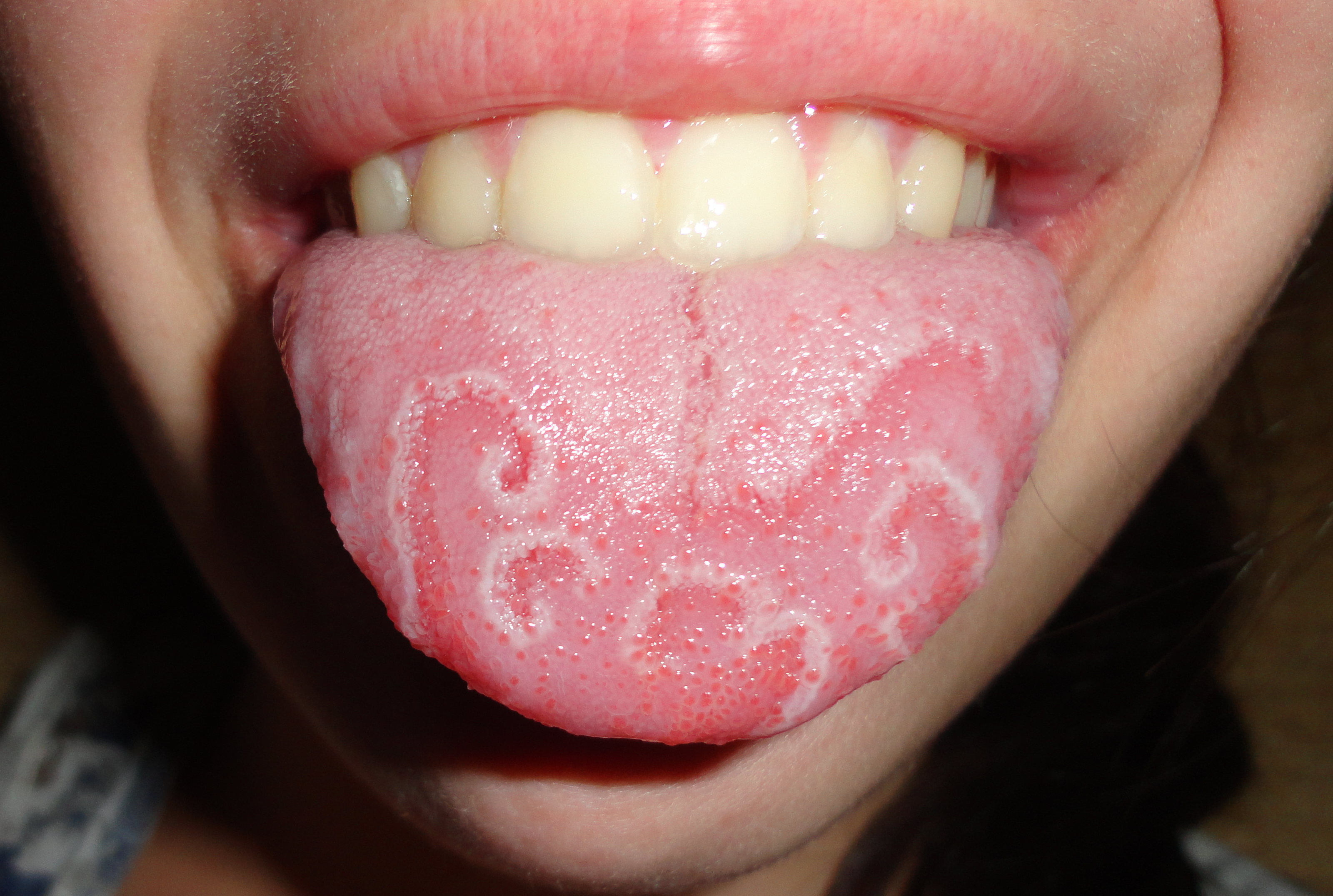
Exemple 4
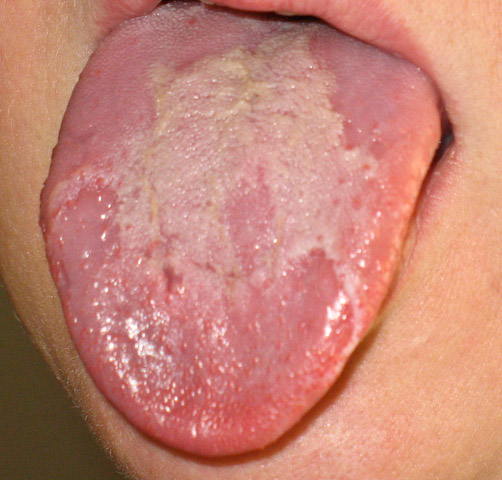
aires dépapillées (roses)
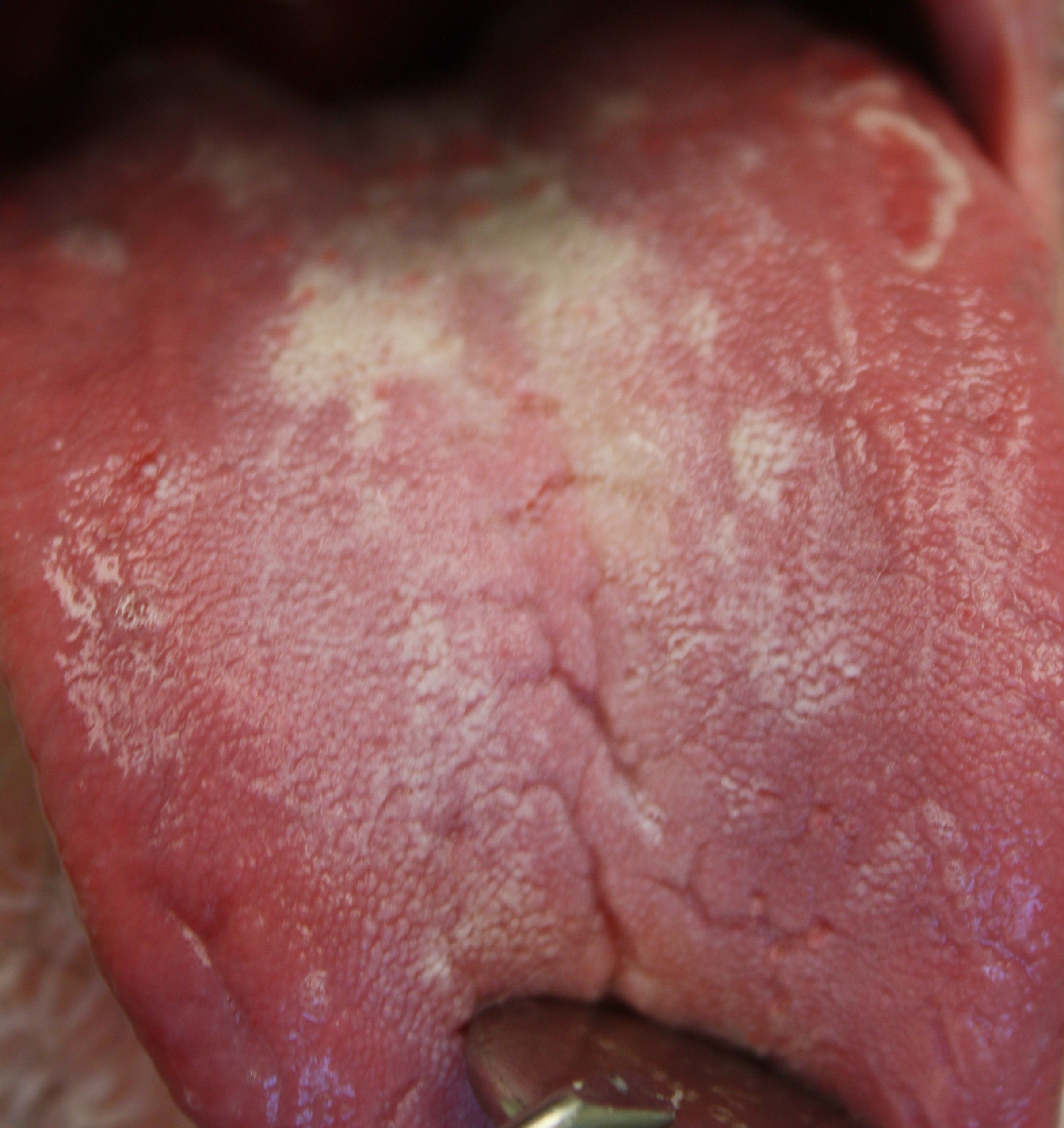
avec fissures conjointes